# Adelheid Kaufmann
Adelheid Kaufmann (geboren 19. November 1939) ist eine deutsche Juristin. Sie war von 1991 bis 2002 Richterin am Bundesfinanzhof in München.

## Beruflicher Werdegang
Am 16. Juli 1991 wurde Adelheid Kaufmann zur Richterin am Bundesfinanzhof ernannt.
In den Geschäftsverteilungsplänen von 1993 bis einschließlich 2002 ist sie als weiteres Mitglied im III. Senat verzeichnet, bei dem unter anderem Verfahren zu Teilbereichen der Einkommensteuer (einschließlich Lohnsteuer),  Arbeitnehmervergünstigungen nach dem BerlinFG, Gewerbesteuer, Investitionszulagen, Beförderungsteuer und Straßengüterverkehrssteuer geführt wurden.
Zum 31. Dezember 2002 ging sie in den Ruhestand.